# Necati Şaşmaz

Muhammed Necati Şaşmaz (* 15. Dezember 1971 in Sivrice, Elazığ) ist ein türkischer Schauspieler. Bekannt geworden ist er mit der Rolle des Polat Alemdar in der Serie Tal der Wölfe und den dazugehörigen Kinofilmen.

## Leben
Necati ist der Sohn von Abdulkadir Şaşmaz. Vater und Großvater der Brüder waren Scheichs des Qadiriyya-Ordens.
Necati Şaşmaz eigentlicher Beruf lag in der Tourismusbranche. Er beendete seine Berufsausbildung in Kanada. Necati Şaşmaz lebte mithilfe einer Green Card sechs Jahre in den USA. Seinen Wehrdienst leistete er in 28 Tagen ab. Nachdem er 2001 seine Familie in der Türkei besucht hatte, flog er am 11. September 2001 zurück in die USA. Doch wegen der Terroranschläge am selben Tag, musste sein Flugzeug zurückkehren. Dem Drängen seiner Eltern nachgebend, beschloss er, nicht mehr in die USA zurückzukehren.
Als er beschloss, sein Leben von nun an in der Türkei zu verbringen, eröffnete er ein Versicherungsbüro. Wenig später traf er sich in Istanbul mit dem Produzenten Osman Sınav. Necati Şaşmaz ging davon aus, dass er ein Angebot für einen Platz in einem Produktionsteam bekommen würde. Stattdessen bot Osman Sınav ihm die Hauptrolle in einer neuen Serie an. Necati Şaşmaz bat um Bedenkzeit und nahm einen Monat später die Rolle an. Die Serie läuft mit Unterbrechungen erfolgreich und brachte auch mehrere Kinofilme hervor. Necati Şaşmaz sagte, dass man ihn nur in Ankara mit seinem Namen rufe, aber in Istanbul nenne ihn jeder Polat.
2012 heiratete er Nagehan Kaşıkçı.

## Filmografie

### Fernsehserien
- 2003–2005: Tal der Wölfe (Kurtlar Vadisi)
- 2007: Tal der Wölfe – Terror (Kurtlar Vadisi Terör)

Nach der ersten Episode wurde Kurtlar Vadisi Terör verboten. Die zweite Episode wurde zu Ehren von gefallenen Soldaten später gesendet.
- 2007–2018: Tal der Wölfe – Hinterhalt (Kurtlar Vadisi Pusu)

### Filme
- 2006: Tal der Wölfe – Irak (Kurtlar Vadisi Irak)[1]
- 2011: Tal der Wölfe – Palästina (Kurtlar Vadisi Filistin)
- 2017: Tal der Wölfe – Vaterland (Kurtlar Vadisi Vatan)

## Diskografie

### Singles
- 2013: Haydar Haydar
- 2023: Gökyüzünde Yalnız Gezen Yıldızlar (mit Emel Şenocak)